# 八瀬川
八瀬川（やせがわ）は、神奈川県相模原市を流れる延長約5kmの準用河川。相模原市上田名付近に源を発し、相模原市磯部上流のJR相模線下溝駅付近の新八瀬川橋よりすぐ先で一級河川相模川に合流する。

## 流域の自治体
神奈川県相模原市（中央区と南区）

## 並行または交差する交通
- 神奈川県道46号相模原茅ヶ崎線
- 神奈川県道・東京都道52号相模原町田線
- 神奈川県道54号相模原愛川線
- 神奈川県道508号厚木城山線